# José Antonio Salvá
José Antonio Salvá Miquel (Berga, provincia de Barcelona, 3 de marzo de 1918-Barcelona, 28 de mayo de 2007) fue un médico y farmacólogo español.

## Biografía
Nacido en la localidad barcelonesa de Berga en 1918, se licenció en Medicina en 1943 y en Farmacia en 1951. Fue catedrático de Farmaciología de las universidades de Cádiz (1965), Valencia (1966-1969) y Autónoma de Barcelona (UAB). En la UAB fue decano y vicerrector de la facultad de Medicina (1973-1975). Además, fue director del Instituto de Biología Fundamental (actual Instituto de Biotecnología y Biomedicina Vicente Villar Palasí), entre 1976 y 1980, y profesor de Farmaciología de la Universidad de Barcelona entre 1980 y 1986, fecha en que se jubiló. También fue delegado del ministerio de Sanidad en la provincia de Barcelona entre 1978 y 1982.
En 1973 ingresó en la Academia de Farmacia de Barcelona y en 1974 en la Academia de Ciencias Médicas de Cataluña y Baleares, institución de la que fue vicepresidente entre 1979 y 1983 y 1987 y 1988; y presidente entre 2002 y 2003. También fue miembro de la Sociedad Francesa de Alergia, la Sociedad Internacional de Quimioterapia y la Academia de Ciencias de Nueva York. Fue galardonado con la Cruz del Mérito de la República Federal de Alemania y la Medalla de Oro del Instituto Barraquer. Falleció el 28 de mayo de 2007 en Barcelona.
Sus hijos son los también médicos Ramón, José Antonio y Pablo Salvá Lacombe, fruto de su matrimonio con Huguette Lacombe.

## Obras
- Perspectivas actuales de la terapéutica cardiovascular (Valencia, 1968). Junto a Francisco García-Valdecasas.
- Perspectivas actuales de la terapéutica antiinfecciosa (Valencia, 1969).
- La evolución de la terapéutica medicamentosa en los últimos cincuenta años (Barcelona, 1972).
- Medicación antihipertensiva, evolución farmacológica de una terapéutica eficaz (Barcelona, 1974).
- Compendio de quimioterapia y antibióticos (Barcelona, 1976).
- Farmacología para urólogos (Barcelona, 1996). Junto a J. Orozco y Pablo Salvá Lacombe.